# Eutiara russelli
Eutiara russelli is een hydroïdpoliep uit de familie Pandeidae. De poliep komt uit het geslacht Eutiara. Eutiara russelli werd in 1981 voor het eerst wetenschappelijk beschreven door Bouillon. 